# Running with the Night
Running with the Night ist ein Lied von Lionel Richie, das er mit Cynthia Weil schrieb und mit James Anthony Carmichael produzierte und das im November 1983 veröffentlicht wurde.

## Aufnahme
Das markante E-Gitarren-Solo wurde von Steve Lukather, einem Mitglied der Band Toto gespielt. Lukather erklärte dazu in einem Interview, dass es sich dabei um einen sog. „Take Zero“ handelt und er sich für die eigentliche Aufnahme nur aufwärmte. Als er im Anschluss den eigentlichen Take spielen wollte, erklärte ihm Richie aus dem Off, es wäre bereits aufgenommen worden und perfekt.
Der Backgroundgesang stammt von Richard Marx, der auch bei All Night Long (All Night) und You Are den Backgroundgesang übernahm.
Das Lied ist 6:02 Minuten lang. Es wurde als zweite Single des Albums Can’t Slow Down ausgekoppelt. Auf der B-Seite befindet sich das Lied Serves You Right.

## Musikvideo
Beim Musikvideo führte Bob Giraldi Regie, der auch zu Hello und Penny Lover die Regie führte. Zu Beginn des Videos platzt Lionel Richie mit einigen Freunden in eine Hochzeit und übt eine Choreografie ein.

## Coverversionen
- 1997: Kool & The Gang
- 2004: La Toya Jackson
- 2005: Kenny Loggins
- 2006: Sheila E.
- 2007: Rihanna (Push Up on Me)